# Рене Магрит
Рене Франсоа Гислен Магрит (на френски: René François Ghislain Magritte, (1898 – 1967) е белгийски художник, един от основните представители на сюрреализма.

## Биография
Рене Магрит е роден в Лесин, Белгия на 21 ноември 1898 година. Той е най-големият син на Леополд Магрит, шивач и търговец на текстил, и Регина (по рождение Бертиншан), която прави шапки преди да се омъжи. През 1910 година започва да посещава художествени курсове в Шатле, където се е преместило семейството му. През 1912 година майка му се самоубива в река Самбр, а през следващата година се запознава с бъдещата си съпруга Жоржет Берже.
През 1916 година Магрит се записва в Академията за изящни изкуства в Брюксел, където посещава лекции по рисуване, приложни изкуства и орнаметална композиция. През този период негов най-добър приятел е Пиер Буржоа, на когото прави няколко портрета. И двамата се интересуват от модернизъм и италиански футуризъм.
През 1920 година Рене Магрит излага първите си, вдъхновени от футуризма, картини заедно с Пиер Флуке. През 1922 година встъпва в брак с Жоржет Берже, която става негов модел и главно вдъхновение. Става приятел и с Виктор Сервранкс, който има много интересен геометрично-абстрактен стил, което е едно ново направление за Магрит.
През 1922 – 1923 година Магрит създава своите първи действително качествени творби, които се характеризират с кубистично-футуристични реминисценции и с чувствителното преобладаване на женски форми. През 1925 година решава да рисува обекти само с всичките им детайли. Той се дистанцира от пластичните качества на „фотографското“ изкуство в полза на по-студения, по-отдалечен стил, който рисува образи, лишени от естетичност. „Ноктюрно“ е една от първите творби, която отразява тази негова промяна. Творбата съдържа елементи от иконографията, която Магрит за първи път оценява и която той ще използва през целия си живот: картина в картината, птица в полет и т.н.
През 1926 година завършва „Изгубеният жокей“, който, както Магрит казва по-късно, е крайъгълният камък по пътя му към сюрреализма. Творбата носи мистично чувство, тревожност без видима причина. Това чувство на безпокойство, което се проявява в тъмните тонове, мрачните форми и мистериозното разположение на предметите се появява за първи път в творбите му в средата на 1920-те години.
През 1927 година Магрит и Жоржет се преместват в Париж, за да бъдат по-близко до центъра на събитията. Той започва да участва в проявите на сюрреалистите и се сприятелява с Андре Бретон, Пол Елюар, Макс Ернст. През този период той започва да свързва думи и образи в картините си. През 1929 година гостува на художниците сюрреалисти Жоан Миро и Салвадор Дали и на поета сюрреалист Пол Елюар. Завършва известната картина „Предателството на образите“. По това време Магрит е също първият, който използва една друга техника – представяне на познат предмет и назоваване на този предмет по начин, различен от общоприетия.
Голямата депресия засяга силно художника – неговият приятел Жоманс е принуден да затвори парижката си галерия, а колекционери и галерии непрекъснато фалират. Магрит няма вече постоянен доход и отношенията му с Бретон са се влошили в резултат на различната интерпретация на сюрреализма и това какъв път той трябва да поеме. Той се връща обезкуражен в Брюксел и се заема с комерсиално рисуване. През следващото десетилетие група приятели и спонсори го подкрепят и му помагат да води нормален живот и да излага картини по различни поводи. Магрит успява да преживее тези трудни години, като в същото време печели добра репутация в чужбина и творбите му биват излагани в Лондон, Ню Йорк и Париж.
С началото на Втората световна война и германската окупация на Белгия Магрит преживява криза, дължаща се освен на политическата обстановка и на неговите финансово положение и неудовлетворение от работата му. Той стига до заключението, че чувството на удоволствие и атмосферата на щастие трябва да доминират над тревожността, която е преобладавала в творбите му преди това. За да покаже „ярката страна на живота“ Магрит решава да промени иконографията си и започва да рисува по друг начин. През 1942 година неговите така наречени leaf-birds (птици-листа) се появяват в две творби – „Островът на съкровищата“ и „Приятелите на страха“.
Той е впечатлен от една репродукция на Пиер-Огюст Реноар през 1943 година, което води до решителен прелом в работата му. Изкушен от чувствеността на цветовете той се спира на по-ярка палитра. Като продължава да рисува предмети и фигури с педантичност, с която вече е станал известен, той добавя към тях един нюанс, очевидно вдъхновен от импресионизма, като използва цветове в по-топли и бодри тоналности. Магрит нарича този период „слънчев“.
През 1947 година Александър Йолас, който става главният дилър на Магрит в Съединените щати, излага успешно неговите творби в Ню Йорк. Той му предлага да забрави Реноар и да фокусира вниманието си върху образи, които привличат публиката, като „Островът на съкровищата“. Чувствайки се длъжен да отговори на новите изисквания, Магрит създава нови комбинации, използвайки стари образи.
Към 1953 година сред творбите на Магрит, които му носят международно признание, една се превръща в обект на изключителен интерес. В „Голконда“ той перфектно свързва различни мотиви от своя репертоар: малки хора в палта и бомбета се носят безтегловно в синьото небе пред фасади на къщи. Фигурата на мъж с бомбе се превръща в негова емблема и неизменно присъства в творбите му след 1950 година. През 1958 година завършва „Близкият приятел“, а през 1964 година – „Голямата война“. През 1965 година се провежда голяма ретроспекция на негови творби в Музея на модерното изкуство в Ню Йорк – явно признание за неговото световно значение. Магрит говори за своите творби от най-късния си период 1958 – 1965 като за „намерените“ си деца.
Рене Магрит умира на 15 август 1967 година в Схарбек на 68-годишна възраст.